# Soremo
Solyfi Soremo, SOciété de REcyclage de MOteurs, est une entreprise française de recyclage des moteurs de voitures et camions en fin de vie.

## Prestation
Elle retraite plus de 500 000 moteurs par an par un procédé exclusif breveté de prébroyage, séparation et fusion de la fraction aluminium contenu dans les moteurs.
Elle contribue ainsi à réinjecter dans le circuit de fabrication des nouveaux véhicules plus de 8 000 tonnes de métal léger et 50 000 tonnes d'acier et de fonte. Ses clients sont de grandes fonderies et aciéries européennes.

## Siège social
Son siège social est situé à Charly, près de Lyon.